# 湯川豊
湯川 豊（ゆかわ ゆたか、1938年8月16日 ‐ ）は、日本の編集者、評論家、エッセイスト。元京都造形芸術大学教授。

## 来歴
新潟県新潟市生まれ。新潟県立新潟高等学校を経て、1964年に慶應義塾大学文学部を卒業後、文藝春秋に入社。『文學界』編集長、同社取締役などを経て、2003年に東海大学文学部教授、2009年に京都造形芸術大学教授を歴任した。2010年、『須賀敦子を読む』で読売文学賞を受賞。

## 著書・編著
- 『イワナの夏』（朔風社） 1988、のちちくま文庫 1991
- 『夜明けの森、夕暮れの谷』（マガジンハウス） 2005、のちちくま文庫 2009
- 『須賀敦子を読む』（新潮社） 2009、のち新潮文庫 2011、集英社文庫 2016.3
- 『本のなかの旅』（文藝春秋） 2012、のち中公文庫 2016.2
- 『植村直己・夢の軌跡』（文藝春秋） 2014.1、のち文春文庫 2017.1
- 『ヤマメの魔法』（筑摩書房） 2014.4
- 『夜の読書』（ちくま文庫） 2014.7
- 『丸谷才一を読む』（朝日選書） 2016.6
- 『星野道夫 風の行方を追って』（新潮社） 2016.7
- 『一度は読んでおきたい現代の名短篇』（小学館新書） 2018.2
- 『大岡昇平の時代』（河出書房新社） 2019.8
- 『約束の川』（山と溪谷社、ヤマケイ文庫） 2020.4
- 『海坂藩に吹く風 藤沢周平を読む』（文藝春秋） 2021.12

### 共著
- 『原爆の落ちた日』（半藤一利共著、戦史研究会編、文藝春秋） 1972、普及版（講談社インターナショナル） 1981
  - 『原爆投下前夜 ベルリン、ワシントン、モスクワ、そして東京』（半藤一利共著、戦史研究会編、角川文庫） 1980
  - 『原爆が落とされた日』（半藤一利共著、PHP文庫） 1994
    - 改訂版『原爆の落ちた日』（半藤一利共著、PHP文庫） 2015
- 『終わりのない旅 - 星野道夫インタヴュー 原野に生命の川が流れる』（スイッチ・パブリッシング） 2006
- 『思考のレッスン』（丸谷才一（聞き手）、文藝春秋） 1999、のち文春文庫 2002
- 『文学のレッスン』（丸谷才一（聞き手）、新潮社） 2010、のち新潮文庫 2013、新潮選書 2017
- 『村上春樹を読む午後』（小山鉄郎共著、文藝春秋） 2014
- 『書物の達人 丸谷才一』（集英社新書） 2014

講演「書評の意味 - 本の共同体を求めて」を収録
- 『新しい須賀敦子』（江國香織, 松家仁之共著、集英社） 2015

### 編著
- 『村上春樹ブック』（「文學界」1991年4月臨時増刊[3]）
- 『丸谷才一批評集』全6巻（文藝春秋）
- 『文学全集を立ちあげる』（丸谷才一, 三浦雅士, 鹿島茂共著、文藝春秋）、のち文春文庫
- 『丸谷才一全集』全12巻（編集委員、文藝春秋）
- 『須賀敦子エッセンス』（河出書房新社）
- 『安楽椅子の釣り師』（編、みすず書房、大人の本棚） 2012